# Estadio Ennio Tardini
El Estadio Ennio Tardini es un estadio de fútbol ubicado en Parma, Italia, fue el estadio local del Parma Football Club hasta el 2015, año donde el club se disolvió al quedar en quiebra. Actualmente fue cedido a la comuna de Parma. El estadio fue construido en 1923 y fue nombrado como uno de los presidentes del club, Ennio Tardini. El estadio tiene una capacidad de 28.783 espectadores.

## Historia
El estadio de Parma fue construido a instancias de Ennio Tardini, abogado y presidente de Parma a principios de la década de 1920, quien, sin embargo, nunca pudo ver su inauguración; la planta recibió su nombre al final de los trabajos de construcción, que comenzaron en 1922 y terminaron en 1924. Sin embargo, en los años del fascismo, otra denominación está atestiguada: Polisportivo Walter Branchi. El estadio ha sufrido cambios importantes desde la segunda mitad de la década de 1980. Hasta principios de la década de 1990, el Tardini, de hecho, no había organizado grandes competiciones deportivas, por lo que no había requerido ningún trabajo de renovación.
En 1990, el club de fútbol de Parma asciende por primera vez en la categoría superior del campeonato italiano, Serie A. El estadio hasta entonces solo podía contener 13 500 espectadores, pero por ley tenía que contener al menos 30 000 y por esta razón comenzaron a pensar a una instalación alternativa. La primera propuesta fue construir un nuevo estadio fuera de la ciudad, en Baganzola; más tarde, sin embargo, la idea fue archivada y el 29 de mayo de 1991 se decidió reestructurar la antigua cuenca de la ciudad. La tribuna Petitot, la más importante, fue la primera parte del estadio que se modernizó; luego tocó la curva norte, después de la victoria de Parma en la Copa de Italia 1991-1992; y finalmente a la curva sur al año siguiente, completando la transformación del plan del estadio de "ovalado" a "cuadrado".
Al final de las obras en la década de 1990, el área total del estadio era de 36 725 m² y su altura era de 14 metros; La superficie del campo de juego era de 105 m × 68 m, dimensiones que no han cambiado desde entonces. En el verano de 1997 había 29 200 asientos, y en el mismo año se reposicionaron los asientos de amarillo y azul.
En el verano de 2006, la parte superior de la tribuna oriental (la llamada distintiva), hecha de tubos Innocenti, fue retirada por una nueva estructura que también era temporal; la nueva tribuna tiene asientos amarillos en la parte inferior y asientos azules en la parte superior. Durante los partidos de Parma, los aficionados locales suelen ocupar la curva norte, dedicada por los propios seguidores a la memoria de Matteo Bagnaresi, mientras que el anfitrión anfitrión se sienta en la curva sur.
El complejo deportivo es también la sede operativa del club de fútbol Parma, y desde el 4 de febrero de 2017 alberga el "Museo Ernesto Ceresini de Parma", que recoge numerosos recuerdos de la historia del club y lleva el nombre del presidente que ha estado al frente de la asociación durante más tiempo.
En el verano de 2018, en vista del regreso de Parma a la Serie A después de tres años, el campo de juego fue completamente renovado y se instalaron asientos estándar en todos los sectores de las gradas. Después de estos trabajos, la capacidad se establece en 22.352 asientos.
En 2019 se llegó a un acuerdo con la Municipalidad de Parma para una profunda reestructuración del estadio agregando los techos a las curvas y una nueva versión completa de la tribuna Este.